# SN 2010lb
SN 2010lb – supernowa typu II-P odkryta 28 października 2010 roku w galaktyce A031957-1447. W momencie odkrycia miała maksymalną jasność 18,60m.